# Thomas Couture
Pour les articles homonymes, voir Couture (homonymie).
Thomas Couture, né le 21 décembre 1815 à Senlis et mort le 29 mars 1879 à Villiers-le-Bel, est un peintre français. Réputé pour ses compositions historiques, il fut un important enseignant sous le Second Empire. Son œuvre la plus connue est Les Romains de la décadence.

## Biographie
En 1826, la famille de Thomas Couture s’installe de Senlis à Paris, où il étudie à l'École des arts et métiers puis à l'École des beaux-arts de Paris. En 1830, il entre dans l'atelier d'Antoine Gros puis de Paul Delaroche. Après six échecs au concours du prix de Rome, il finit par en obtenir le deuxième prix en 1837.
Il expose dès 1840 au Salon où il est médaillé en 1847 pour Les Romains de la décadence (Paris, musée d'Orsay). Le 11 novembre 1848, il est nommé chevalier de la Légion d'honneur. Peu après ce succès, Thomas Couture ouvre un atelier indépendant qui concurrence l'École des beaux-arts en formant les meilleurs talents de la peinture historique. Tout au long de sa vie il forma des artistes dont Pierre Puvis de Chavannes, qui resta peu longtemps, Édouard Manet qui, malgré ses rapports conflictuels avec Couture, fréquenta son atelier durant six ans et demi, ou l'Américain Charles Caryl Coleman. Il a également influencé des peintres comme Fritz Zuber-Bühler.
Dès la fin des années 1840, il obtient des commandes de l'État et du clergé pour des peintures murales, cependant il n'achèvera jamais les deux premières commandes, tandis que la troisième rencontre peu de succès.
Jules Desfossé, qui fonda la manufacture de papiers peints Desfossé en 1851, commanda à Thomas Couture un tableau Les Prodigues ou Le Souper de Pierrot ou Le Souper à la maison d'Or, afin d'être présenté à l'Exposition universelle de 1855, dans le cadre du panorama des jardins des Champs-Élysées. Ce tableau représente des personnages attablés après une nuit d'orgie. À côté de ce tableau, Jules Desfossé présente L'Automne d'Auguste Clésinger et Le Jardin d'Armide d'Édouard Muller.
Déçu, il quitte Paris en 1860 et retourne à Senlis, sa ville natale, où il poursuit son enseignement.
En 1867, il publie Méthode et entretiens d'atelier, un ouvrage détaillant ses conceptions sur l'art et sa technique.
À un éditeur qui lui propose d'écrire une autobiographie, Thomas Couture répond : « La biographie est l'exaltation de la personnalité… et la personnalité est le fléau de notre époque ».
Il meurt le 29 mars 1879 dans une demeure de Villiers-le-Bel dite le Château,, où il vécut, et est inhumé le lendemain à Paris au cimetière du Père Lachaise (4ème division), en présence de nombreuses personnalités dont ses anciens élèves Alfred Arago, Armand-Dumaresq, Barbedienne, Monginot et Stevens. Son monument funéraire est l'œuvre du sculpteur Louis-Ernest Barrias.

## Collections publiques

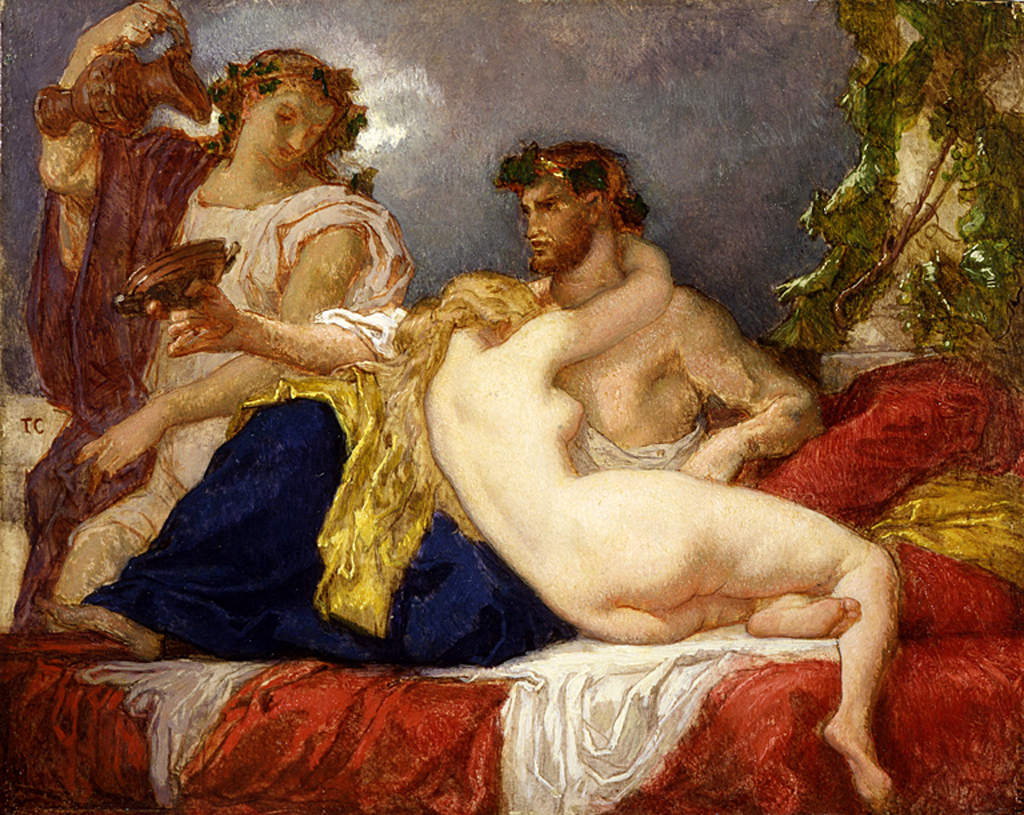
Horace et Lydia, Baltimore, Walters Art Museum.

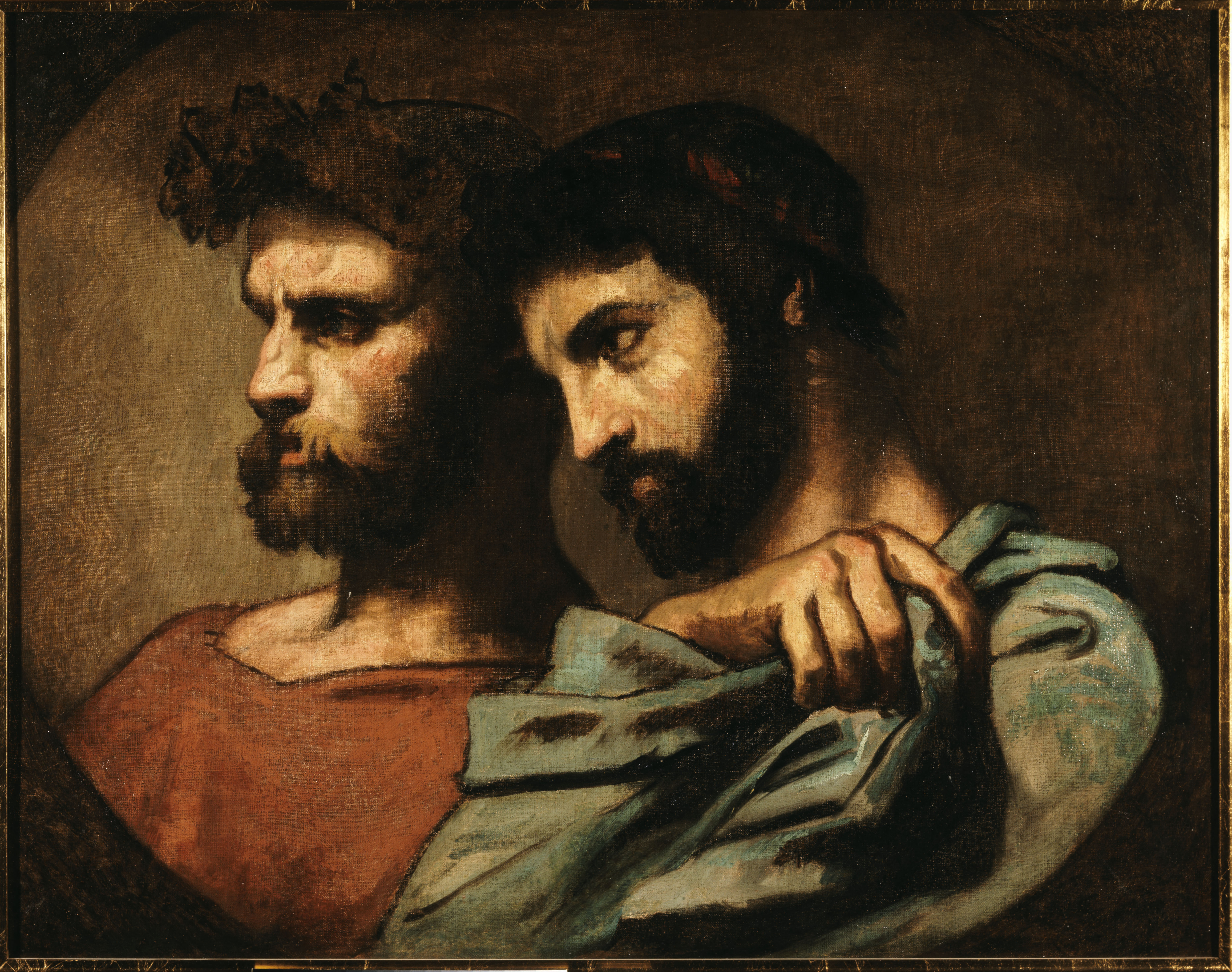
Étude de détail pour “Les Romains de la décadence” : Les deux philosophes (1847), Paris, Petit Palais.

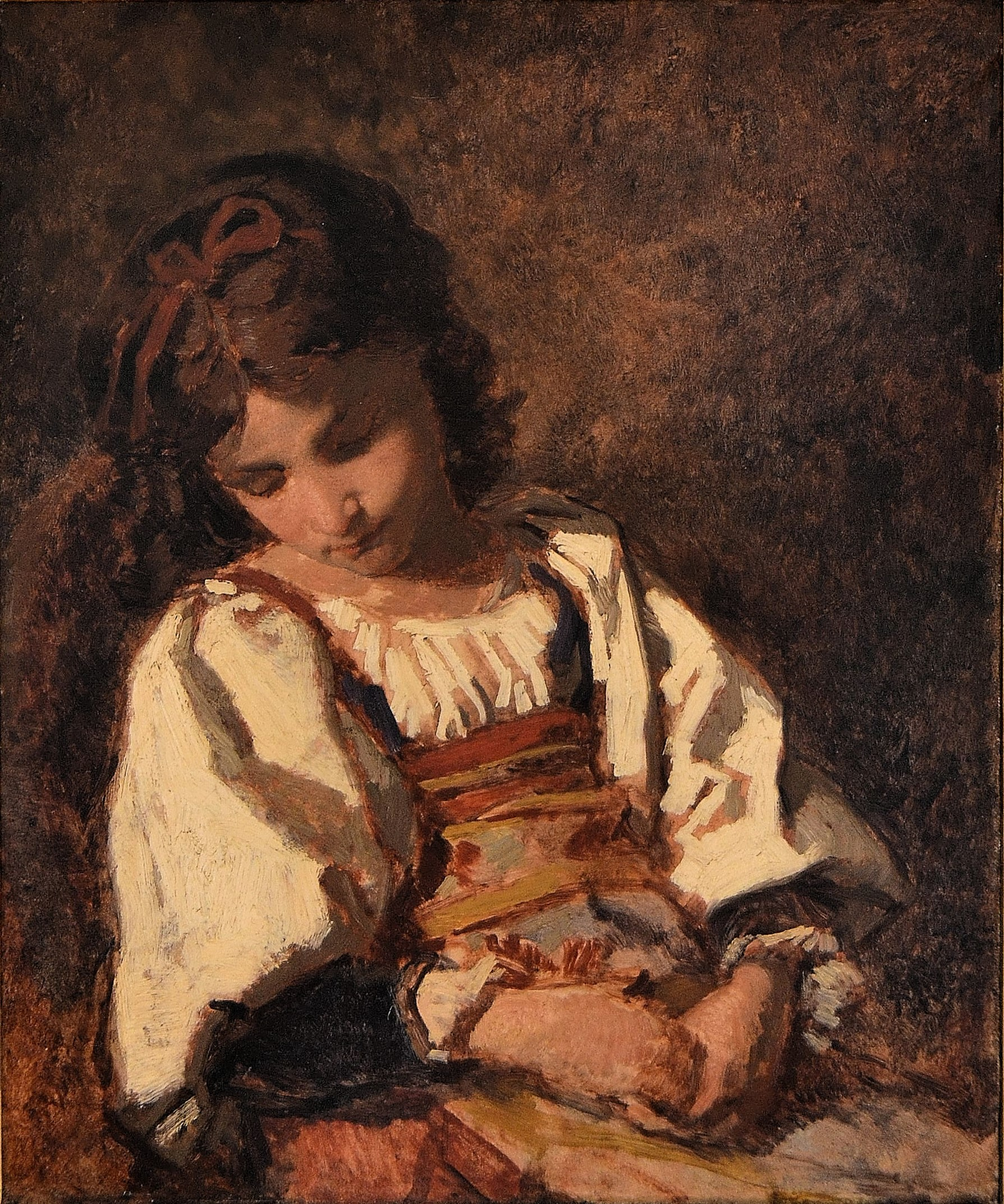
Jeune fille endormie (1850), musée des Beaux-Arts de Chartres.

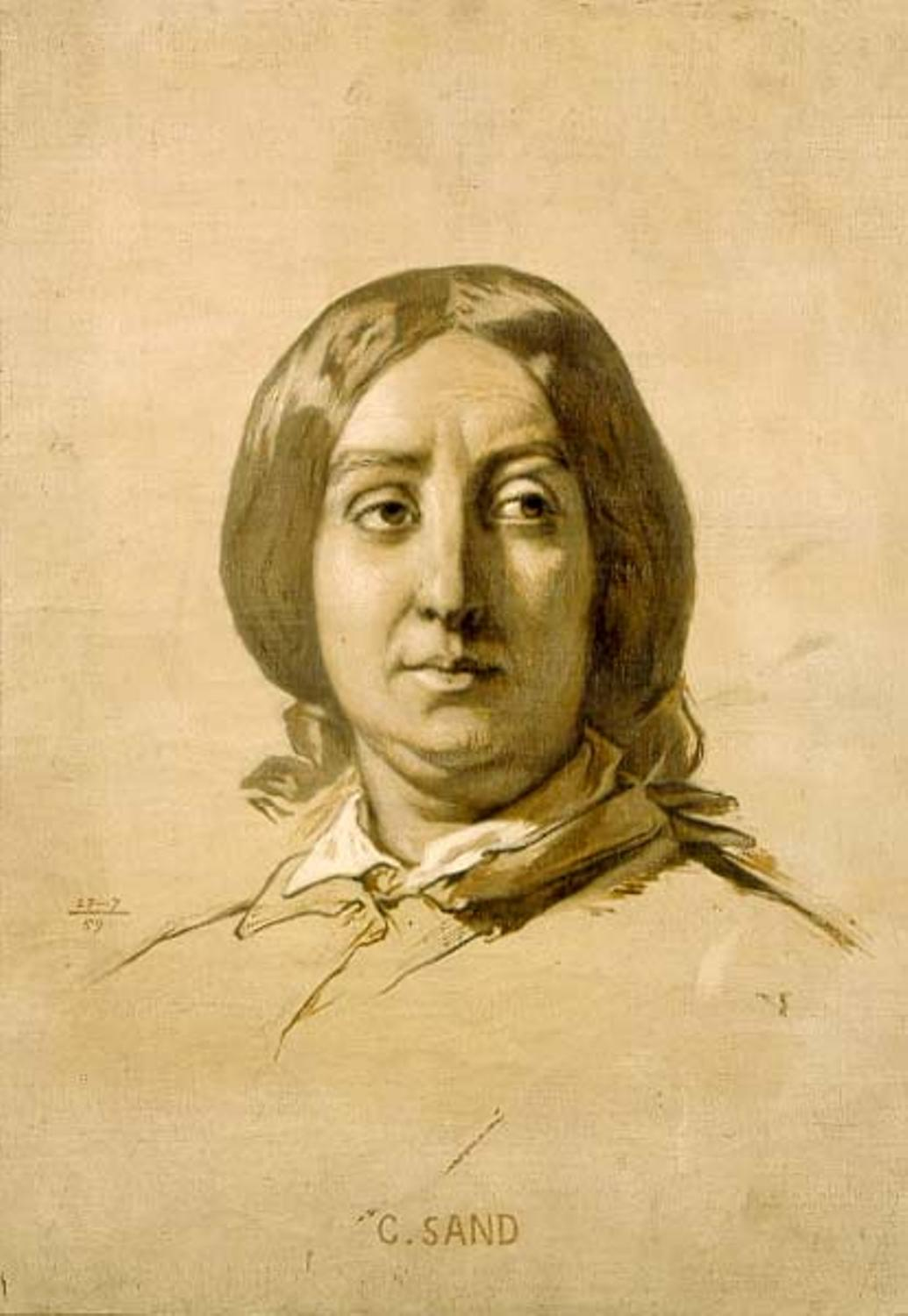
Portrait de George Sand (vers 1850), château de Versailles.

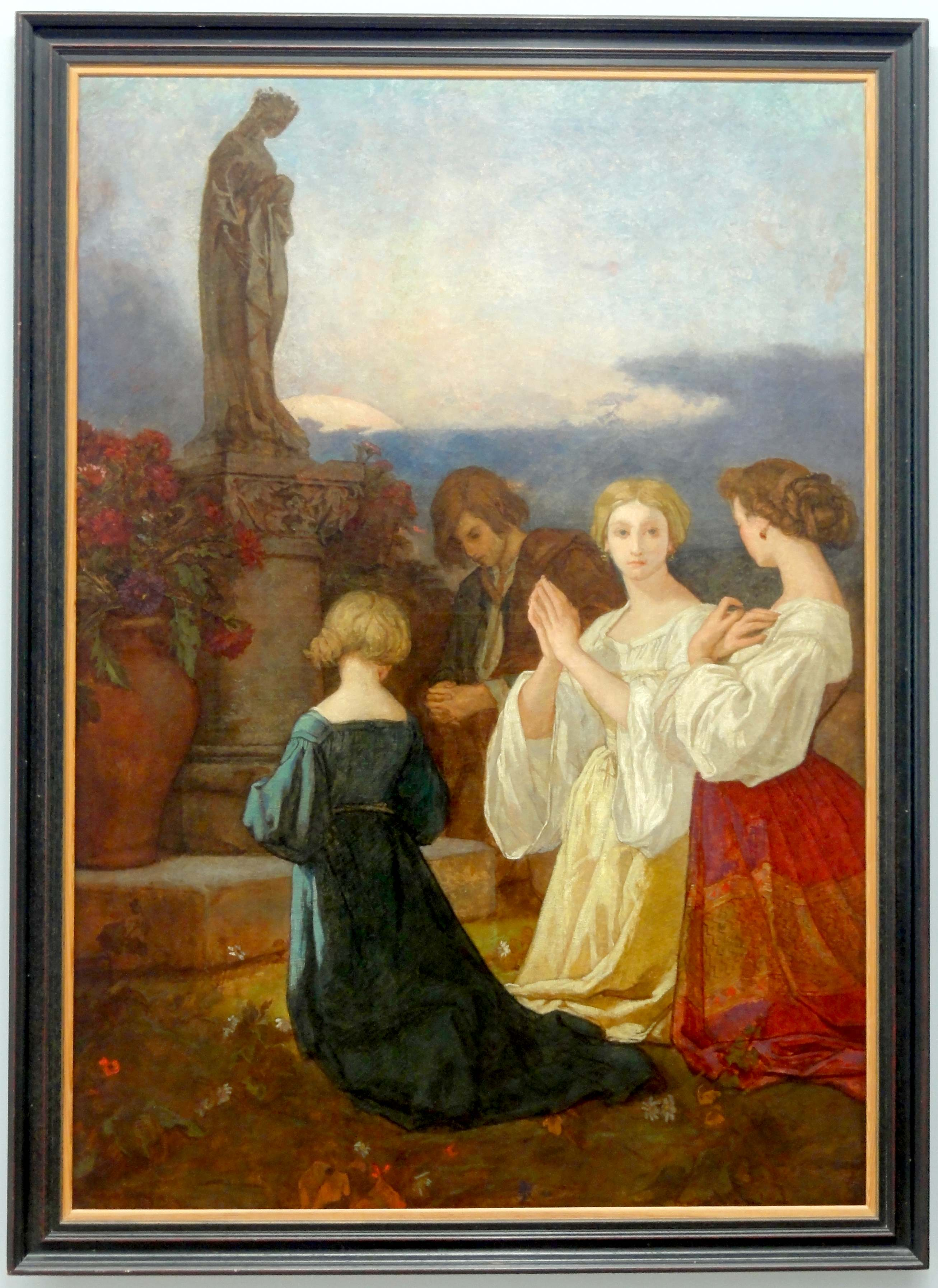
La Prière (vers 1860), Beauvais, MUDO - Musée de l'Oise.

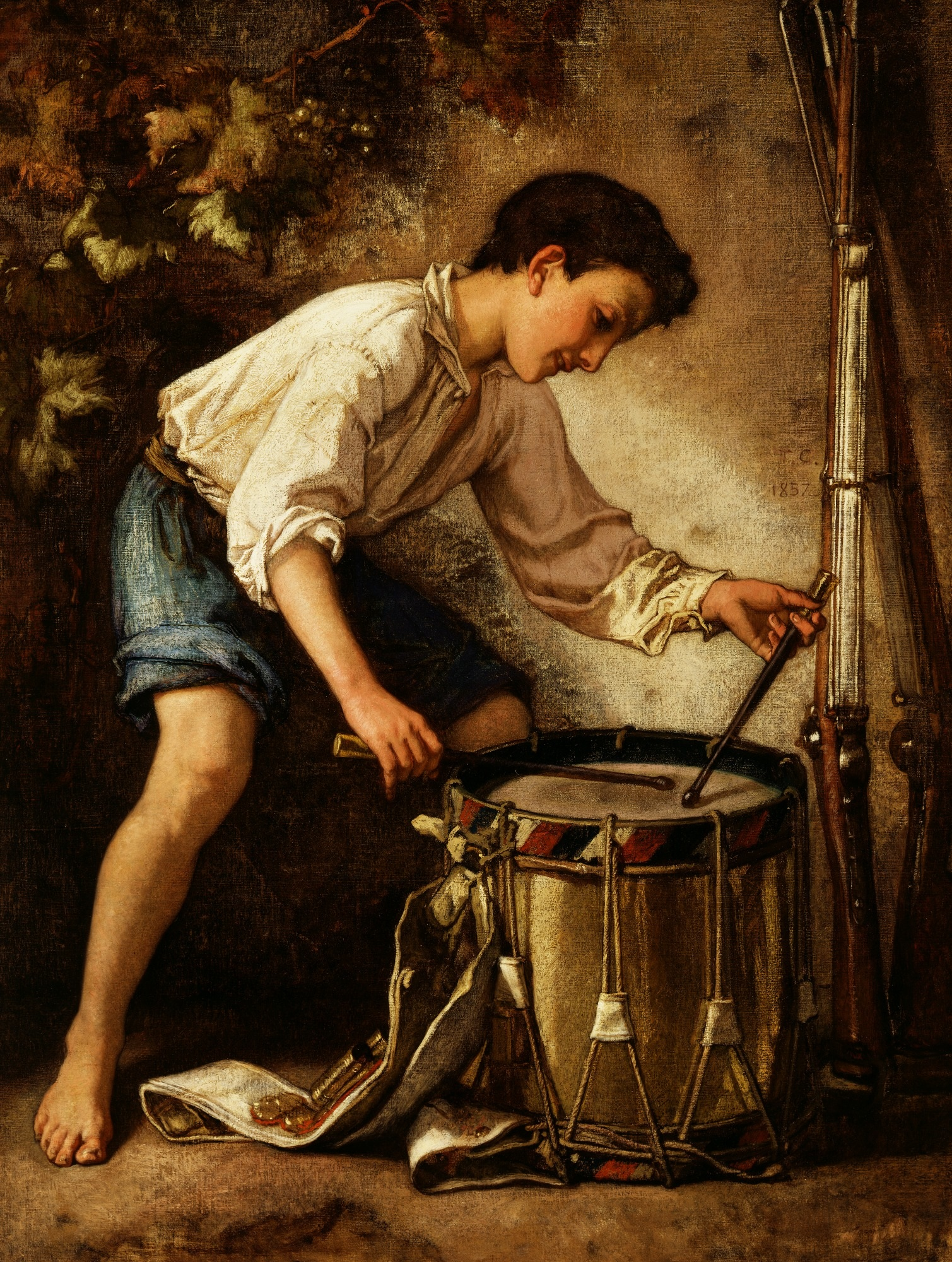
Jeune batteur (1857), Detroit Institute of Arts.

### Algérie
- Alger, musée national des Beaux-Arts : L'Enrôlement des volontaires, étude, huile sur toile.

### États-Unis
- Baltimore, Walters Art Museum : Horace et Lydia, huile sur toile.
- Boston, musée des Beaux-Arts : La Veuve, 1840, huile sur toile.
- Détroit, Detroit Institute of Arts : Jeune batteur, 1857, huile sur toile.
- New York, Metropolitan Museum of Art : La Bulle de savon, 1859, huile sur toile.
- Philadelphie Philadelphia Museum of Art : Le Troubadour, 1834, huile sur toile.
- Toledo (Ohio), musée d'Art : Le Fauconnier, vers 1844, huile sur toile.

### France
- Aix-les-Bains, musée Faure : Nu, huile sur toile , 92,5 × 70 cm.
- Aurillac, musée d'Art et d'Archéologie : Portrait d'Éloy Chapsal, 1834, huile sur toile.
- Beauvais, MUDO - Musée de l'Oise :
  - L'Enrôlement des volontaires de 1792, 1848, huile sur toile[12] ;
  - Deux volontaires : le noble et l’ouvrier, études pour L'Enrôlement des volontaires, huile sur toile ;
  - La Prière, vers 1860, huile sur toile.
- Bordeaux, musée des Beaux-Arts : Madame de Brunecke, vers 1870, huile sur toile, dépôt des Musées nationaux.
- Caen, musée des Beaux-Arts : Damoclès[13].
- Châlons-en-Champagne, musée des Beaux-Arts et d'Archéologie : Soudard et femme, huile sur toile.
- Chartres, musée des Beaux-Arts : Jeune fille endormie, huile sur toile, 1850 (inv. peint-52).
- Compiègne, château de Compiègne :
  - Madame Bruat, huile sur toile ;
  - Baptême du prince impérial, huile sur toile ;
  - La Lecture, huile sur toile ;
  - La Princesse Mathilde, huile sur toile ;
  - L'Amour de l'or, 1844, étude, huile sur toile.
- Dijon, musée Magnin : L'Amour conduisant le Monde, huile sur toile.
- Gray, musée Baron-Martin : Le Mariage d'Arlequin, pierre noire et craie blanche sur papier, 28 × 44 cm.
- Lyon, musée des Beaux-Arts :
  - Moine vu de dos ;
  - Femme nue.
- Montauban, musée Ingres-Bourdelle : Vase de pivoine.
- Niort, hôtel de préfecture des Deux-Sèvres : Le Fauconnier, vers 1844-1845, copie du tableau du musée d'Art de Toledo.
- Paris :
  - église Saint-Eustache, chapelle de la Vierge :
    - La Vierge étoile des marins ;
    - La Vierge triomphante adorée par les Anges ;
    - La Vierge consolatrice des affligés.

  - musée de l'Armée : Le Lieutenant-général vicomte de Bonnemains (1773-1850), huile sur toile.
  - musée Carnavalet : Portrait de Jules Michelet, 1843, huile sur toile.
  - musée du Louvre :
    - Adolphe Moreau, 1845, huile sur toile[14] ;
    - Jeune Femme en buste les épaules dénudées, huile sur toile[15] ;
    - Fonds de dessins conservée au département des arts graphiques.

  - musée d'Orsay :
    - Les Romains de la décadence, 1847, huile sur toile[16] ;
    - Étude de nu, huile sur toile[17] ;
    - Figure de pifferaro, 1877, huile sur toile[18].

  - Petit Palais :
  - Portrait de Léon Ohnet, 1841, huile sur toile ;
  - Étude de détail pour “Les Romains de la décadence” : Les deux philosophes, 1847, huile sur toile[19].
- Rennes, musée des Beaux-Arts : La Courtisane moderne, esquisse, huile sur toile.
- Senlis, musée d'Art et d'Archéologie[20] : 
  - Nature morte : coq pendu par une patte, huile sur toile ;
  - Académie masculine, huile sur toile[21]
  - Jeune Italienne, vers 1877, huile sur toile[22] ;
  - La Commandite, vers 1860-1869, huile sur toile[23] ;
  - Le Denier de saint Pierre, huile sur toile[24] ;
  - Le Retour de l'audience, 1860-1867, huile sur toile, dépôt du musée d'Orsay[25] ;
  - L'Écluse du moulin Saint-Rieul près de Senlis, vers 1860-1869, huile sur toile[26] ;
  - Portrait de Jean Couture, 1840, huile sur toile[27] ;
  - Portrait de jeune garçon, 1846, huile sur toile[28] ;
  - Portrait de la baronne Marie-Marguerite d’Astier de la Vigerie, née Chaussée, 1847, huile sur toile[29] ;
  - Saint Rieul, vers 1860-1869, huile sur toile[30] ;
  - Tête d’ange, étude pour Mater Salvatoris, décor de la chapelle de la Vierge à l’église Saint-Eustache (Paris), entre 1851 et 1854, huile sur toile[31] ;
  - La Noblesse, 1867-1877, huile sur toile[32].
- Toulouse, musée des Augustins : L'Amour de l'or, 1844, huile sur toile.
- Versailles, château de Versailles : Portrait de George Sand, vers 1850, fusain sur papier.

### Royaume-Uni
- Londres, Wallace Collection : Horace et Lydie, 1834, huile sur toile.

Peintures murales de la chapelle de la Vierge à l'église Saint-Eustache à Paris
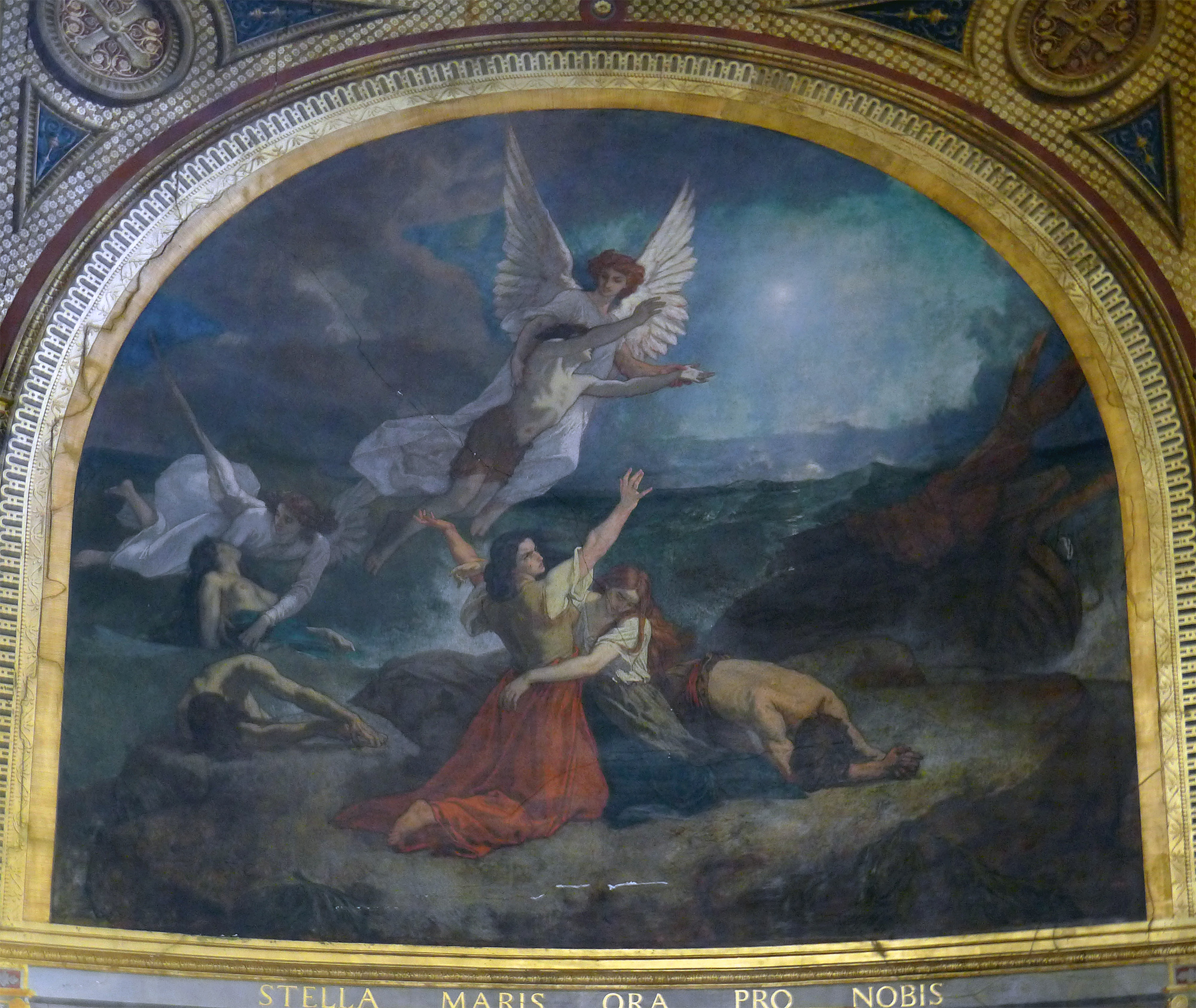
Panneau de gauche : La Vierge étoile des marins.
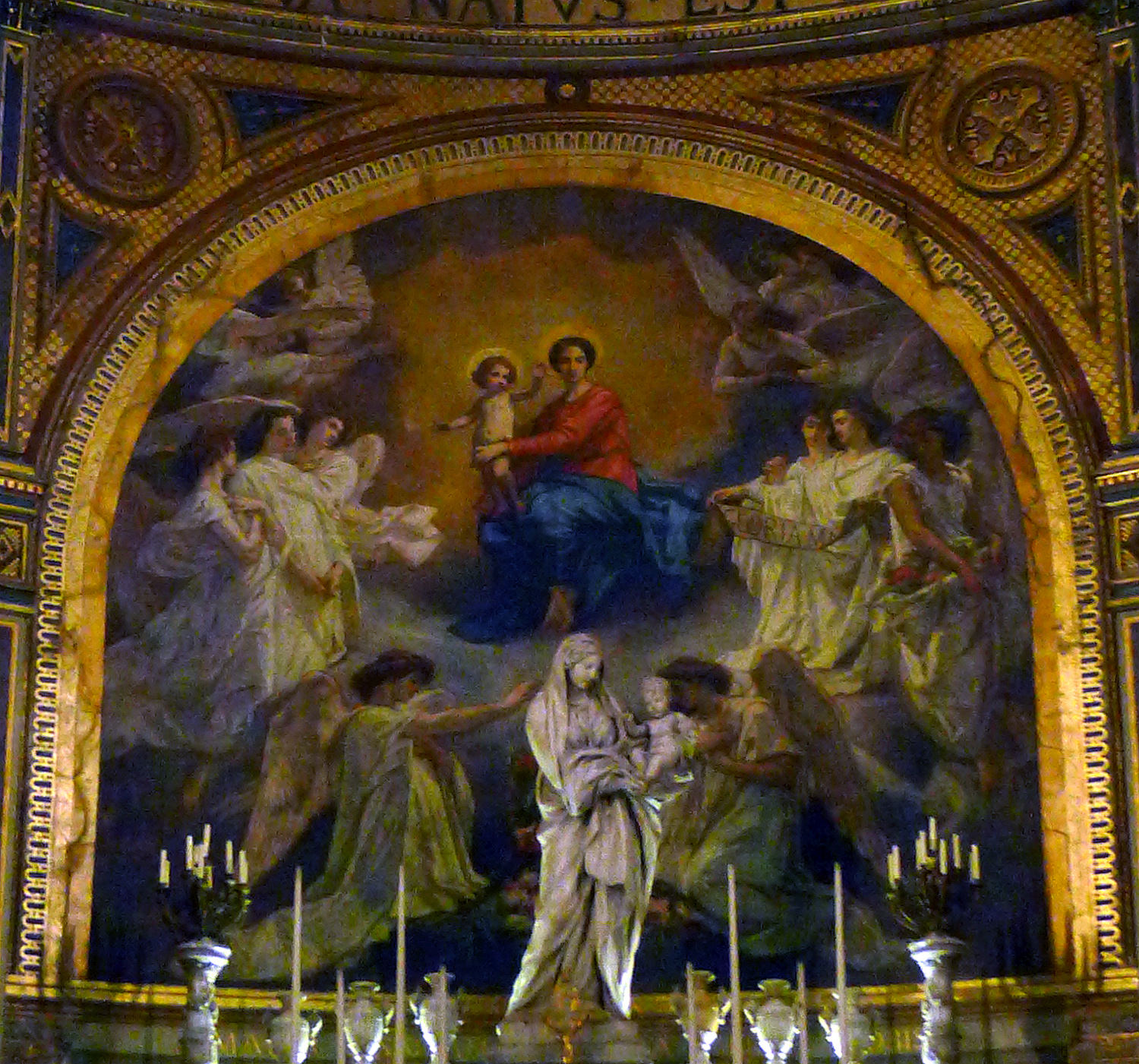
Panneau central : La Vierge triomphante adorée par les Anges.
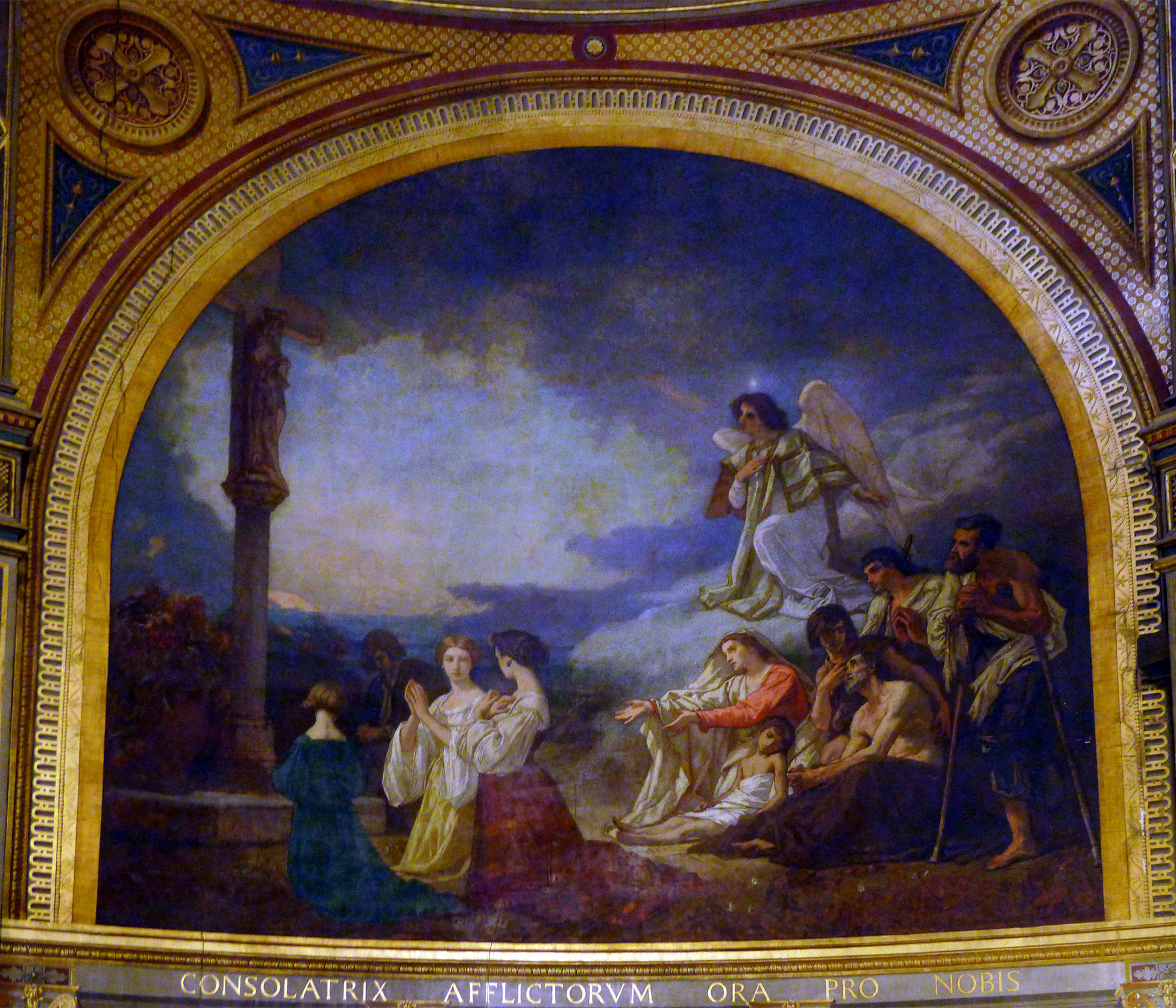
Panneau de droite : La Vierge consolatrice des affligés.

Œuvres de Thomas Couture
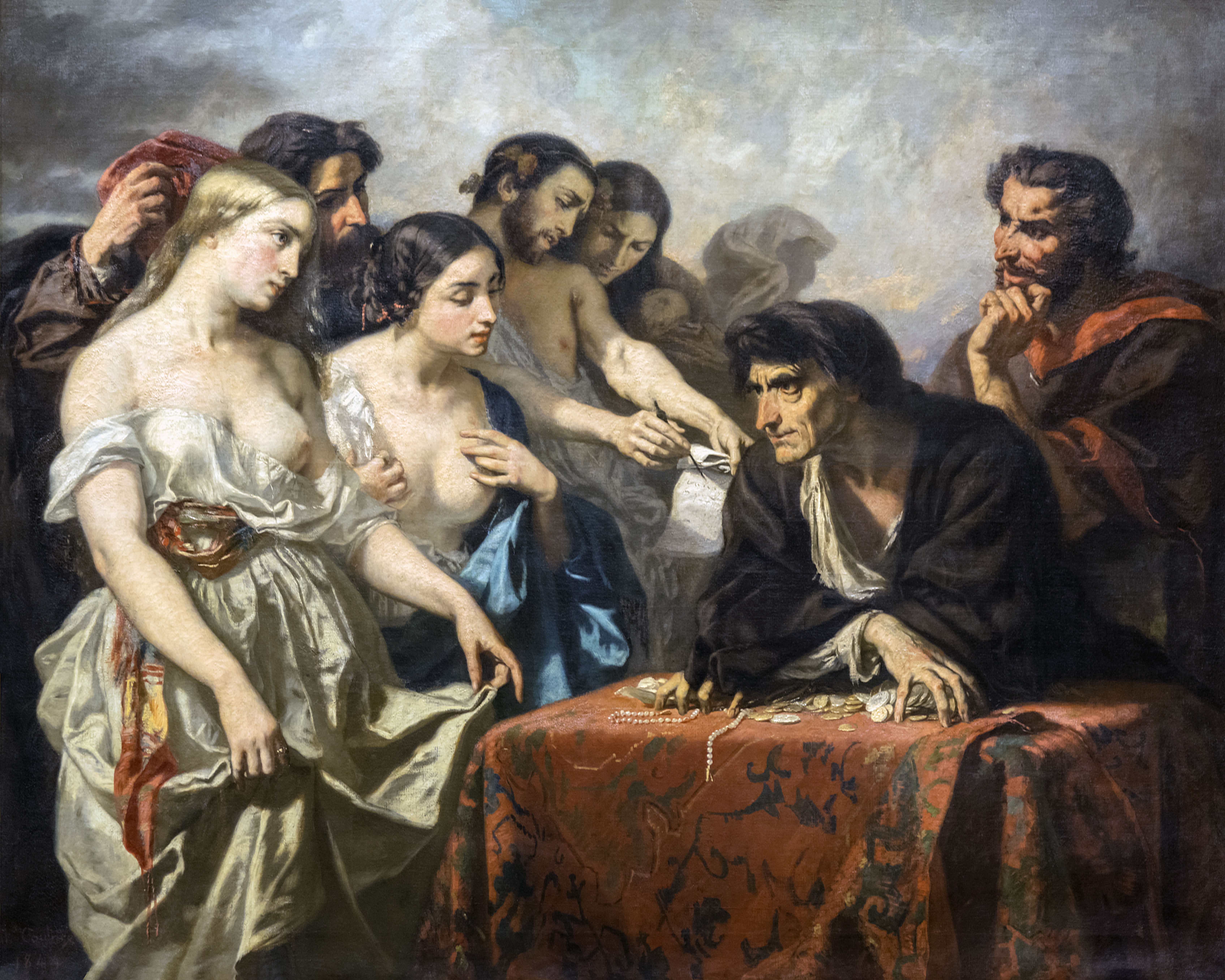
La Soif de l'or (1844), musée des Augustins de Toulouse.
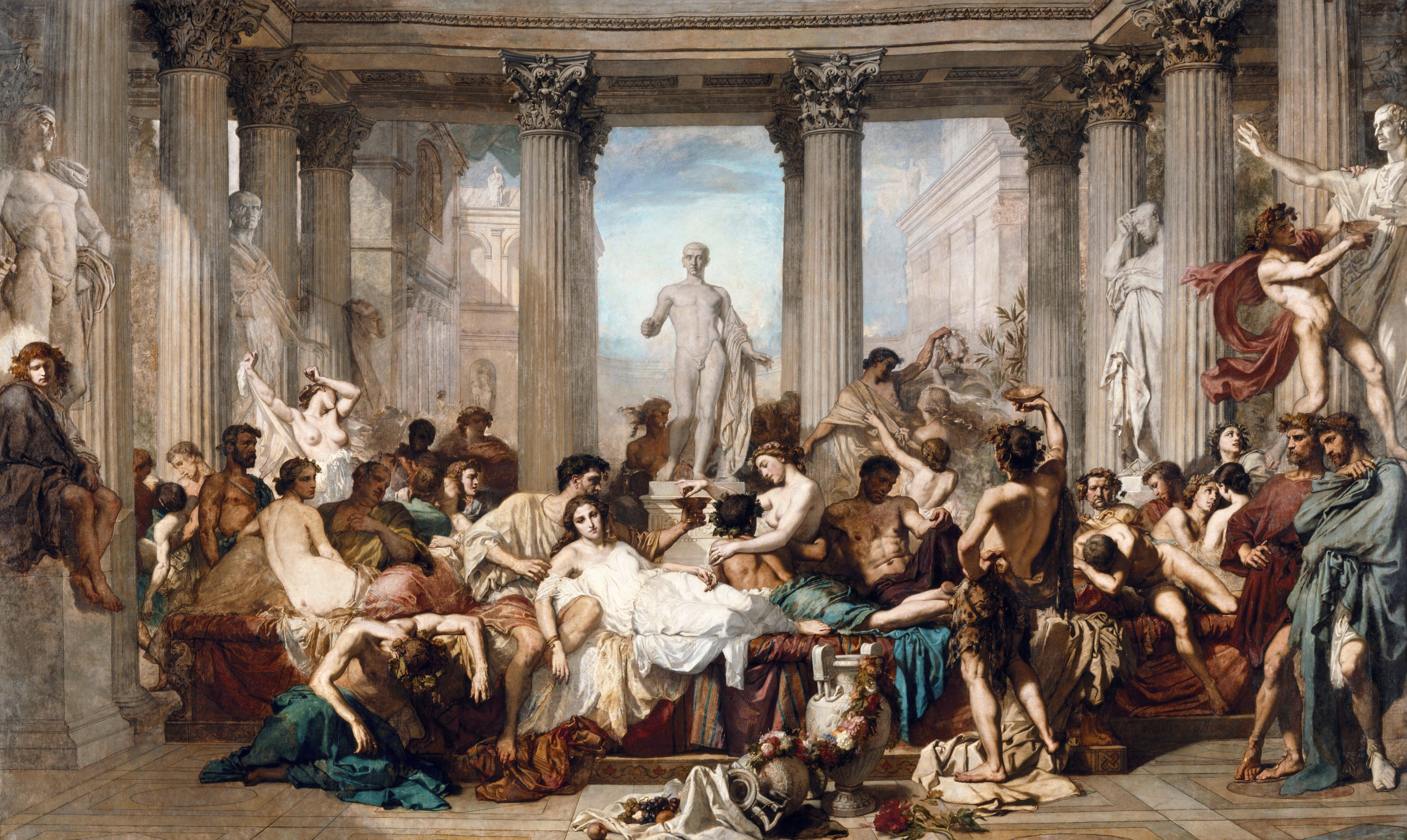
Les Romains de la décadence (1847), Paris, musée d'Orsay.
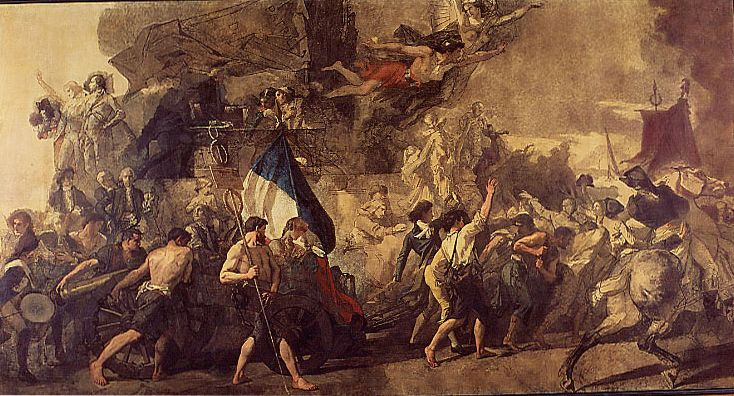
L'Enrôlement des volontaires de 1792 (1848), Beauvais, MUDO - Musée de l'Oise.
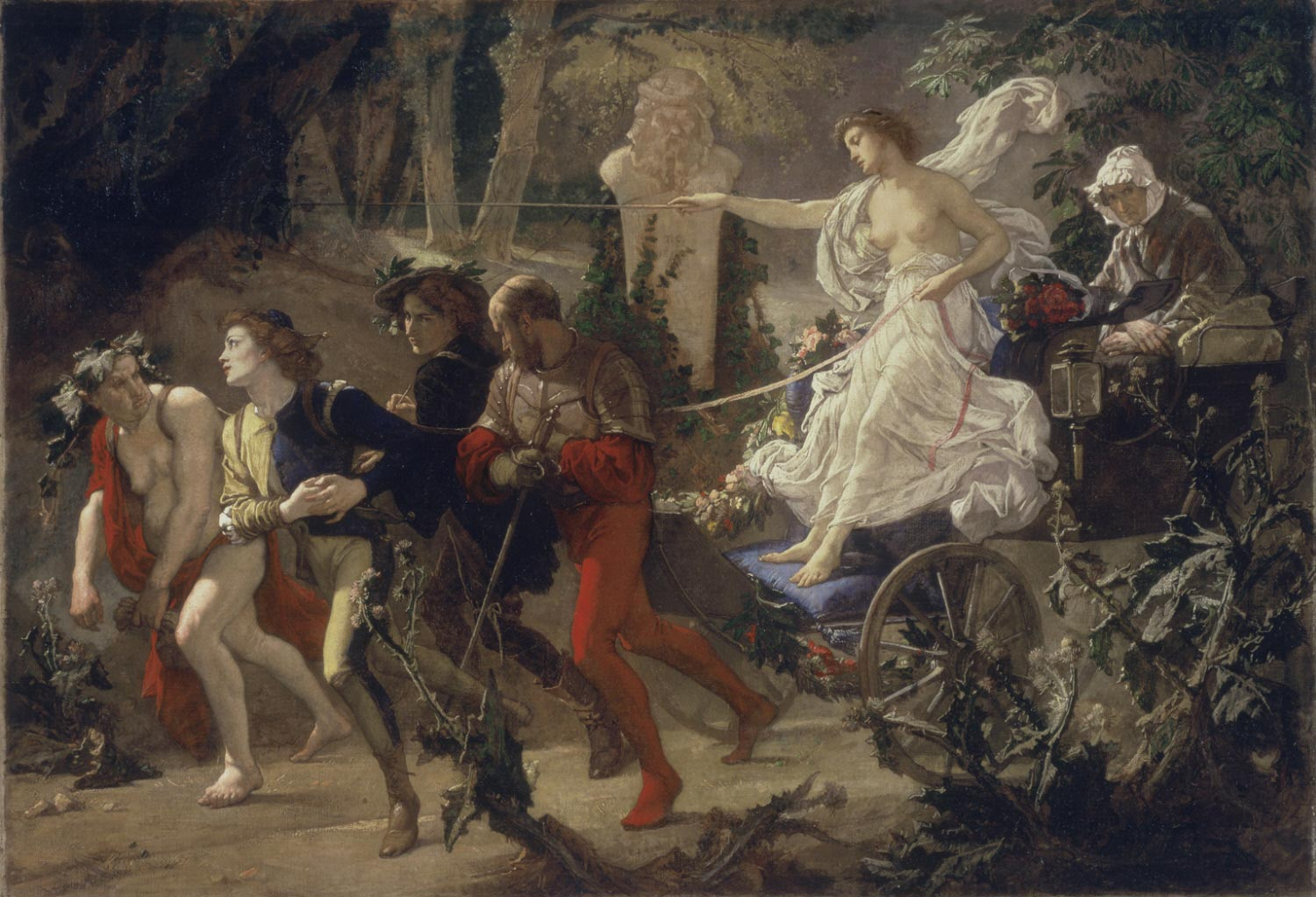
Le Chemin épineux (1873), Philadelphie, Philadelphia Museum of Art.

## Élèves
- Charles Édouard Armand-Dumaresq (1826-1895)
- Eugène Capelle (1834-1887)
- Jules Chardigny (1826-1895)
- Charles-Alexandre Coëssin de la Fosse (1829-1910)[33]
- Gustave-Henri Colin (1828-1910)
- Auguste-Aristide-Fernand Constantin (avant 1848)
- Louis Dauvergne (1828-1899)
- François-Alfred Delobbe (1835-1920)
- Henri Fantin-Latour(1836-1904)
- Édouard Manet (1832-1883)
- Charles Monginot (1825-1900)
- Jacques Pauthe (1809-1889)
- Pierre Puvis de Chavannes (1824-1898)
- Anatole Paul Ray (1825-1899)
- Joseph-Auguste Rousselin (1841-1916)
- Louis Sinet (1835-1920)
- Achille Sirouy (1834-1904)